# Bataille d'Aïn Ben Tili (janvier 1976)
Guerre du Sahara occidental
Batailles

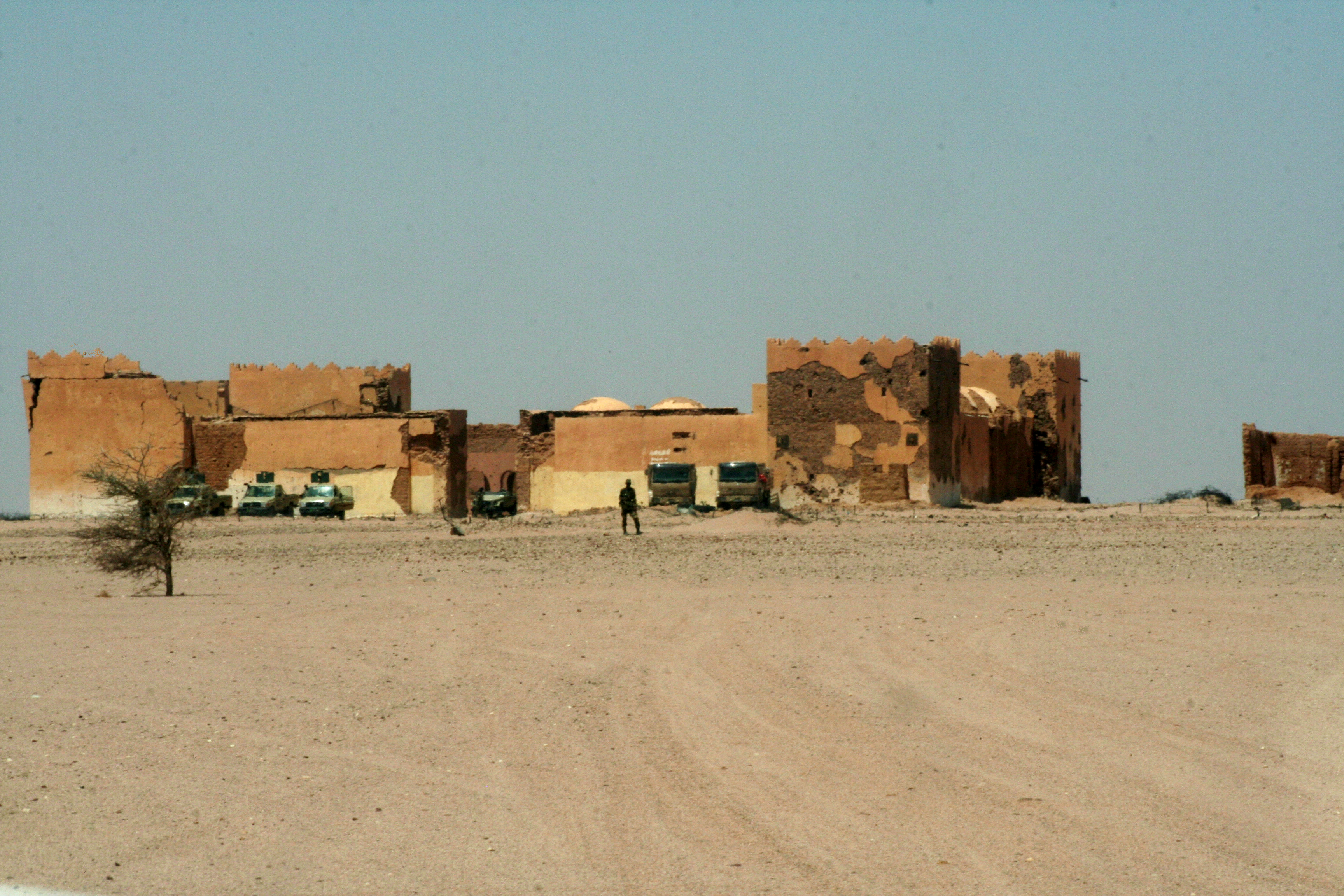
Le fort à Ain bin Tilli

L'attaque d'Ain Bentelli a eu lieu entre le 19 et le 24 janvier 1976 soit environ 2 mois après le début de la guerre du Sahara occidental. 
Elle a été menée par un bataillon de l'Armée nationale populaire (Algérie) lourdement armé dirigé par le commandant Jellouly. Elle visait la garnison de Ain Bentelli commandée par le capitaine Souedatte Waddad et comprenait 200 hommes dont 100 recrues et dont l'armement individuel était des Mas36, quelques mitrailleuses lourdes 12,7 et des mortiers légers. Dès les premières heures du combat, le commandant Jellouly trouve la mort, suivi du capitaine  Souedatte mortellement atteint d'un éclat de mortier à l'intérieur du fort.
Il a fallu l'intervention de l'aviation marocaine pour permettre àla troupe mauritanienne d'évacuer le fort. Le Maroc y perdit un avion. Le rôle des militaires du Polisario fut d'empêcher l'arrivée de renforts et le ratissage pour retrouver les soldats mauritaniens égarés pendant leur repli. Le Polisario fit ainsi quelques prisonniers dont le sous-lieutenant Sidi Aly Jedein qui devint plus tard attaché colonel attaché militaire à Paris. 
L'armée  algérienne prit possession de tous les prisonniers mauritaniens de cette opération qui comprenaient aussi des civils  et les transféra dans ses bases au nord du pays; la première fois à Blida puis à Kasr El Boukhary. Ces prisonniers eurent un traitement de faveur par rapport à ceux des camps de Tindouf.  Lorsque la Croix Rouge faisait ses visites périodiques aux prisonniers de Tindouf, l'armée algérienne ramenait par avion ses prisonniers mauritaniens pour les présenter aux inspecteurs. Ce traitement particulier des prisonniers de cette bataille serait dû à la reconnaissance de leur valeur militaire par leurs collègues algériens.

## Après la fin de la guerre
C'est un douloureux chapitre des relations entre deux peuples frères. Et heureusement de nouvelle pages sont désormais ouvertes et l'incident à vite été oublié au point que la Mauritanie serait en voie de donner au point de passage frontalier avec l'Algérie le nom du capitaine Souedate Waddade.[réf. nécessaire]